# Wachthubel
Wachthubel är en bergstopp i Schweiz.   Den ligger i distriktet Entlebuch och kantonen Luzern, i den centrala delen av landet. Toppen på Wachthubel är 1 415 meter över havet.
Terrängen runt Wachthubel är huvudsakligen kuperad, men söderut är den bergig. Den högsta punkten i närheten är Furggengütsch, 2 188 meter över havet, 7,0 km söder om Wachthubel.
I omgivningarna runt Wachthubel växer i huvudsak blandskog och gräsmarker.